# Protorealizam
Razdoblje hrvatske književnosti od pedesetih do osamdesetih godina, tj. od 1849. g. kada završava ilirizam, do Šenoine smrti (1881.), naziva se protorealizmom (noviji naziv), a za to razdoblje rabe se još stariji nazivi - od ilirizma prema realizmu ili Šenoino doba.

## Društveno - politički okvir
Poraz građanske revolucije u Mađarskoj 1848. g. i učvršćivanje Austrije na cijelom području koje je ona u to vrijeme obuhvaćala vodi novim političkim odnosima. Bio je to kraj hrvatskog nacionalnog i kulturnog preporoda (ilirizma) i početak ponovne neprikrivene germanizacije. U Hrvatskoj je uveden Bachov apsolutizam (1850.). Tim činom Hrvatska gubi sva ustavna prava koja je do tada imala. 
Istodobno, na društvenom području nastaju velike promjene. Ukidaju se feudalno-kmetski odnosi. Stvara se širok birokratski, činovnički aparat, sastavljen uglavnom od plemića koji su ostali bez posjeda, i građana, uglavnom njemačkog podrijetla. 
Nasuprot tom novom vladajućem sloju stoji seljaštvo, istina oslobođeno, ali posve osiromašeno. Započinje proces raspadanja većih seljačkih zadruga.

## Pitanje nacionalne opstojnosti
U gotovo bezizlaznoj situaciji pojavilo se pitanje hrvatske opstojnosti. U vrijeme žestoke mađarizacije vođe ilirizma priklanjaju se Austriji. Nekad gorljivi protivnici Mađara (Ljudevit Vukotinović i Bogović) postaju istaknuti mađaroni, misleći da je to prikladan način borbe protiv germanizacije.
Godine 1860. objavljena je Listopadska diploma koja vraća u Hrvatsku parlamentarni život i nacionalno-političku aktivnost. Mjesec dana nakon proglašenja Diplome  (24. studenog 1860.) hrvatska mladež je "isfućkala" njemačko kazalište i izbacila njemački jezik s hrvatske pozornice. Na banskoj konferenciji (26. studenog 1860.) iznesen je politički program: ujedinjenje svih hrvatskih zemalja, uvođenje hrvatskog jezika u javne poslove, ostvarivanje hrvatskog dvorskog ureda u Beču, imenovanje dvorskog kancelara koji će kralju predložiti sedam velikih župana za Hrvatsku.
U Hrvatskoj djeluju političke stranke. Nekadašnji ilirci osnivaju Narodnu stranku (Josip Juraj Strossmayer, Ivan Mažuranić, Ivan Kukuljević Sakcinski i dr.). Manjinsku stranku čine unionisti (nekadašnji mađaroni).
Na političkoj pozornici pojavljuje se Stranka prava. Ona traži teritorijalnu cjelovitost i potpuni suverenitet hrvatske države. Poziva se na hrvatsko državno pravo. Uz Stranku prava prišao je i velik dio hrvatske mladeži. Njezin vođa bio je Ante Starčević koji zastupa radikalno hrvatstvo, suprotstavlja se ilirstvu, jugoslavenstvu i srpstvu. 
Hrvatski sabor 1861. je donio nekoliko važnih zakona: o upravnom uređenju, o nastavnom programu za osnovnu i srednju školu, o narodnome muzeju, o akademiji znanosti i umjetnosti, kazalištu itd. Posebna pozornost pridana je hrvatskome jeziku, tj. njegovu imenu u uporabi. Ivan Kukuljević je prvi održao govor na hrvatskome jeziku u Hrvatskom saboru 1843. Dotad se govorilo latinskim jezikom.
1868. sklopljena je Ugarsko-hrvatska nagodba, prema kojoj je kraljevina Ugarska i Erdelj, zajedno s kraljevinom Dalmacijom, Hrvatskom i Slavonijom, čine istu državnu zajednicu.

## Književni život
Kad je 1849. g. prestala izlaziti Danica, isto tako i Zora dalmatinska, Hrvatska je ostala bez književnih časopisa. Tek 1852. Mirko Bogović pokreće časopis Neven, koji je u pedesetim godinama jedini književni časopis. 
Pedesetih godina nastaje smjena književnih naraštaja. Ilirci se povlače iz književnog života, neki od njih su umrli, a neki se uključuju u politički život (Ivan Mažuranić). Novi književni naraštaj objavljuje u Nevenu. Među predstavnicima toga naraštaja ističe se Mirko Bogović, pripovjedač, pjesnik i dramatičar. U dramama Frankopan, Stjepan, posljednji kralj bosanski i Matija Gubec, kralj seljački obrađuje motive iz hrvatske povijesti, tj. njeguje nacionalnu dramu. 
Novo ime je Janko Jurković, pripovjedač, pjesnik, feljtonist i dramatičar. Osobito je značajan njegov novelistički rad. Građu za svoje novele Pavao Čuturić i dr. uzimao je iz svakidašnjeg života. Jurković je bio pristaša realizma u književnosti. Likove svojih djela stvarao je prema živim modelima.
Ante Starčević započeo je kao pjesnik u Danici, kasnije je pisao feljtone, putopise, kritike i drame. Najizrazitiji je kao feljtonist - Pismo magjarolacah.
Za razvoj dramske književnosti i hrvatskog kazališta zaslužni su Dimitrija Demeter, Josip Freudenreich, kazališni pisac, glumac i redatelj. 
Godine 1868. August Šenoa postaje dramaturgom Hrvatskog narodnog kazališta i u repertoar uvrštava slavensku i francusku dramu te zastupa realistički pravac. Za njegova je ravnanja u Kazalištu ustanovljena i stalna opera pod vodstvom Ivana Zajca. Šezdesetih godina je Šenoa ušao u književnost, te je on središnja osoba po čijem se imenu to razdoblje naziva Šenoinim dobom. 